# Oscar Vian Morales
Oscar Julio Vian Morales S.D.B. (Guatemala-Stad, 18 oktober 1947 – aldaar, 24 februari 2018) was een Guatemalteeks geestelijke en een aartsbisschop van de Rooms-Katholieke Kerk.
Vian Morales studeerde filosofie, pedagogie en theologie. Na afronding van zijn studie trad hij in bij de orde van de Salesianen van Don Bosco, waar hij op 15 augustus 1976 priester werd gewijd. Vervolgens was hij voor zijn orde werkzaam in diverse functies, onder meer als docent en bestuurder aan de opleidingsinstituten van de Salesianen.
Op 20 november 1996 werd Vian Morales benoemd tot apostolisch vicaris van El Petén en tot titulair bisschop van Pupiana; zijn bisschopswijding vond plaats op 1 februari 1997. Hij werd op 19 april 2007 benoemd tot aartsbisschop van Los Altos Quetzaltenango-Totonicapán.
Vian Morales werd op 2 oktober 2010 benoemd tot aartsbisschop van Guatemala. Hij was de opvolger van Rodolfo Quezada Toruño die met emeritaat was gegaan.
Vian Morales overleed in februari 2018 op 70-jarige leeftijd.